# Aphelium
| Datum och timme (UTC) för Jordens perihelium och aphelium | Datum och timme (UTC) för Jordens perihelium och aphelium | Datum och timme (UTC) för Jordens perihelium och aphelium | Datum och timme (UTC) för Jordens perihelium och aphelium | Datum och timme (UTC) för Jordens perihelium och aphelium | Datum och timme (UTC) för Jordens perihelium och aphelium | Datum och timme (UTC) för Jordens perihelium och aphelium | Datum och timme (UTC) för Jordens perihelium och aphelium | Datum och timme (UTC) för Jordens perihelium och aphelium |
| År                                                        | Perihelium Januari                                        | Perihelium Januari                                        | Aphelium Juli                                             | Aphelium Juli                                             |                                                           |                                                           |                                                           |                                                           |
| År                                                        | dag                                                       | timme                                                     | dag                                                       | timme                                                     |                                                           |                                                           |                                                           |                                                           |
| --------------------------------------------------------- | --------------------------------------------------------- | --------------------------------------------------------- | --------------------------------------------------------- | --------------------------------------------------------- | --------------------------------------------------------- | --------------------------------------------------------- | --------------------------------------------------------- | --------------------------------------------------------- |
| 2009                                                      | 4                                                         | 15                                                        | 4                                                         | 02                                                        |                                                           |                                                           |                                                           |                                                           |
| 2010                                                      | 3                                                         | 00                                                        | 6                                                         | 11                                                        |                                                           |                                                           |                                                           |                                                           |
| 2011                                                      | 3                                                         | 19                                                        | 4                                                         | 15                                                        |                                                           |                                                           |                                                           |                                                           |
| 2012                                                      | 5                                                         | 00                                                        | 5                                                         | 03                                                        |                                                           |                                                           |                                                           |                                                           |
| 2013                                                      | 2                                                         | 05                                                        | 5                                                         | 15                                                        |                                                           |                                                           |                                                           |                                                           |
| 2014                                                      | 4                                                         | 12                                                        | 4                                                         | 00                                                        |                                                           |                                                           |                                                           |                                                           |
| 2015                                                      | 4                                                         | 07                                                        | 6                                                         | 20                                                        |                                                           |                                                           |                                                           |                                                           |
| 2016                                                      | 2                                                         | 23                                                        | 4                                                         | 16                                                        |                                                           |                                                           |                                                           |                                                           |
| 2017                                                      | 4                                                         | 14                                                        | 3                                                         | 20                                                        |                                                           |                                                           |                                                           |                                                           |
| 2018                                                      | 3                                                         | 06                                                        | 6                                                         | 17                                                        |                                                           |                                                           |                                                           |                                                           |
| Källa: USNO Earth's Seasons                               |                                                           |                                                           |                                                           |                                                           |                                                           |                                                           |                                                           |                                                           |

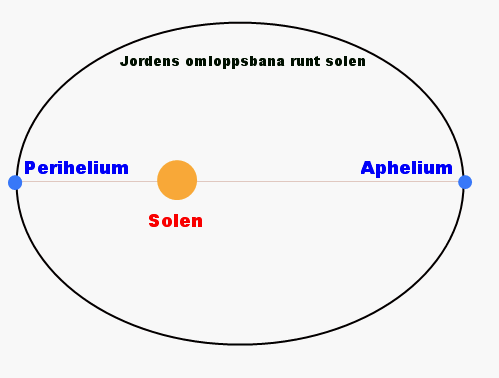
Jordens bana, starkt överdriven, runt solen.

Aphelium (uttal: [ap'heːlɪɵm], även [a'feːlɪɵm]) är den punkt i en himlakropps bana eller den tidpunkt då den befinner sig längst bort från solen (helios). Motsatsen heter perihelium. Endast kroppar i elliptisk bana kring solen, såsom planeter, asteroider och kometer, kan ha ett aphelium. De når sitt aphelium en gång per varv.
Apogeum är den punkt i en omloppsbana som befinner sig längst bort från jorden (på grekiska geos).  Motsatsen heter perigeum.  Dessa termer används främst för månen och konstgjorda satelliter.
Ordet aphelium är nylatin bildat av klassisk grekiska ἀπό (apó) ’från’, och ἥλιος (helios) ’sol’. Den äldre stavningen afelium är etymologiskt inkorrekt, eftersom bokstäverna ph inte är en transkribering av grekiska bokstaven fi, utan av pi och eta; ordet uttalas ändå ibland med f-ljud. I engelskspråkig litteratur används en grekisk form av ordet, aphelion.